# Ernesto Walker
Ernesto Emanuel Walker Willis (Ciudad de Panamá, Panamá; 9 de febrero de 1999) es un futbolista panameño que juega como centrocampista.

## Trayectoria

### CA Independiente
Debutó semiprofesional con el club CA Independiente en la Liga de Ascenso de Panamá y salió campeón del Ascenso LPF Clausura 2017 y de la Gran Final Primera LNA 2016/2017. Subió con el club a la Primera División de Panamá y su debut profesional fue el 15 de julio de 2017 en el empate 1 a 1 contra el Tauro FC en el Estadio Rommel Fernández siendo titular jugando todo el partido. En la LPF Apertura 2017 jugó 4 partidos.

### CD Plaza Amador
Fichó por el CD Plaza Amador para jugar en el equipo reservas. Disputando diferentes torneos reservas con el club.

### LA Galaxy II
El 21 de febrero de 2019 fue anunciado su préstamo al LA Galaxy II. Debutó con el club el 10 de marzo de 2019 en la derrota 1 a 4 contra el Colorado Springs Switchbacks FC en el Switchbacks Training Stadium siendo suplente entrando al minuto 60 por Adrián Vera. En la USL Championship 2019 jugó 10 partidos y anotó 1 gol. El 19 de agosto de 2019 se rescindió el préstamo y regreso a CD Plaza Amador.

### CD Plaza Amador
El 19 de agosto de 2019 regresó del préstamo de los LA Galaxy II.

### Tauro FC
El 23 de diciembre de 2019 fue anunciado como nuevo jugador del Tauro FC. Debutó con el club el 25 de enero de 2020 en la victoria 2 a 1 contra el CD Árabe Unido en el Estadio Rommel Fernández siendo titular jugando hasta el minuto 46. En el Torneo Apertura 2020 solo jugó 6 partidos por el torneo se suspendió por el COVID 19, en el Torneo Clausura 2020 jugó 6 partidos llegando hasta semifinales, en la Liga Concacaf 2020 jugó 1 partido quedándose en octavos de final, en el Torneo Apertura 2021 jugó 1 partido.

### SC Olhanense
El 19 de agosto de 2021 fue anunciado como nuevo jugador del Sporting Clube Olhanense. Debutó con el club el 28 de noviembre de 2021 en la victoria 1 a 2 contra Imortal Desportivo Clube en el Estadio Municipal de Albufeira siendo titular jugando hasta el minuto 54. En la Copa de Portugal 2021-22 jugó 1 partido. En la Segunda División de Portugal 2021-22 jugó 10 partidos y anotó 1 gol.

### Rayo Zuliano
El 28 de noviembre de 2022 fue anunciado como nuevo jugador del Rayo Zuliano. Debutó con el club el 12 de febrero de 2023 en el empate 3 a 3 contra Caracas FC en el Estadio Olímpico de la UCV en donde fue titular jugando todo el partido. En la Primera División de Venezuela 2023 jugó 14 partidos y anotó 1 gol clasificándose a la Copa Sudamericana 2024.

### Zamora FC
El 27 de febrero de 2024 fue anunciado como nuevo jugador del Zamora FC. Debutó con el club el 2 de marzo de 2024 en el empate 2 a 2 contra el UCV FC en el Estadio Olímpico de la UCV siendo suplente entrando al minuto 75 por Isaac Ramírez. El 5 de abril de 2024 fue dado de baja, en el Torneo Apertura 2024 jugó 4 partidos.

## Selección nacional

### Categorías inferiores
Ha sido convocado por selección Sub-20 de Panamá para disputar el Campeonato Sub-20 de la Concacaf de 2018 en donde jugó 6 partidos y anotó 2 goles  y la Copa Mundial de Fútbol Sub-20 de 2019 en donde jugó 4 partidos y anotó 1 gol llegando hasta octavos de final.

### Selección absoluta
Hizo su debut con la selección absoluta el 28 de enero de 2019 en la derrota 3 a 0 contra  Estados Unidos en un partido amistoso en el State Farm Stadium siendo titular jugando hasta el minuto 71. En la Copa de Oro de la Concacaf 2019 jugó 1 partido llegando hasta los cuartos de final.

### Participaciones en selección nacional
| Copa                     | Categoría | Sede           | Resultado        | Partidos | Goles |
| ------------------------ | --------- | -------------- | ---------------- | -------- | ----- |
| Campeonato Sub-20 2018   | Sub-20    | Estados Unidos | Tercer lugar     | 6        | 2     |
| Copa Mundial Sub-20 2019 | Sub-20    | Polonia        | Octavos de final | 4        | 1     |
| Copa de Oro 2019         | Mayor     | Estados Unidos | Cuartos de final | 1        | 0     |

## Clubes
| Club             | País           | Año         |
| ---------------- | -------------- | ----------- |
| CA Independiente | Panamá         | 2017 - 2018 |
| CD Plaza Amador  | Panamá         | 2018 - 2019 |
| LA Galaxy II     | Estados Unidos | 2019        |
| CD Plaza Amador  | Panamá         | 2018 - 2019 |
| Tauro FC         | Panamá         | 2020 - 2021 |
| SC Olhanense     | Portugal       | 2021 - 2022 |
| Rayo Zuliano     | Venezuela      | 2023        |
| Zamora FC        | Venezuela      | 2024        |

## Palmarés

### Títulos nacionales
| Título          | Club             | País   | Año     |
| --------------- | ---------------- | ------ | ------- |
| Liga de Ascenso | CA Independiente | Panamá | 2017-C  |
| Gran Final LNA  | CA Independiente | Panamá | 2016-17 |